# Glass Rose
Glass Rose (玻璃ノ薔薇, Garasu no Bara) est un jeu vidéo d'aventure en pointer-et-cliquer développé par Cing et édité par Capcom, sorti en 2003 sur PlayStation 2.

## Accueil
- Adventure Gamers : 2,5/5[1]
- Jeuxvideo.com : 10/20[2]